# Leipzig (distrito)
Leipzig, ou em sua forma portuguesa Lípsia, é um distrito (kreis ou landkreis) da Alemanha, situado no estado da Saxônia. Sua população em 2019 foi estimada em 258.139 habitantes.

## Cidades e municípios
| Cidades | Cidades | Municípios                                                                         | Municípios                                                             |
| --- | --- | ---------------------------------------------------------------------------------- | ---------------------------------------------------------------------- |
| 1. Bad Lausick 2. Böhlen 3. Borna 4. Brandis 5. Colditz 6. Frohburg 7. Geithain 8. Grimma 9. Groitzsch 10. Kitzscher | 1. Markkleeberg 2. Markranstädt 3. Naunhof 4. Pegau 5. Regis-Breitingen 6. Rötha 7. Trebsen 8. Wurzen 9. Zwenkau | 1. Belgershain 2. Bennewitz 3. Borsdorf 4. Elstertrebnitz 5. Großpösna 6. Lossatal | 1. Machern 2. Neukieritzsch 3. Otterwisch 4. Parthenstein 5. Thallwitz |